# Suzuki Brezza
La Suzuki Brezza (chiamata Vitara Brezza nella prima generazione) è un'autovettura prodotta dalla casa automobilistica Maruti Suzuki in India.
La Brezza è la prima auto a marchio Suzuki sviluppata interamente in India. È disponibile solo con guida a destra nei mercati emergenti in Asia e Africa. La prima generazione è stata commercializzato tra il 2020 e il 2022 anche dalla Toyota come Toyota Urban Cruiser.

## Prima generazione (2016-2022)
Presentata al 13° Auto Expo nel 2016, si va ad inserire nel segmento dei crossover SUV compatti ed è il quarto SUV dell'azienda dopo la Maruti Gypsy, Grand Vitara e S-Cross. La Brezza è la prima vettura a marchio Suzuki completamente progettata in India ed è basata sulla Maruti XA Alpha, una concept car presentata nel 2012.
Dal lancio avvenuto nel 2016 fino al 2020, la Brezza è alimentata da un motore turbodiesel a quattro cilindri D13A da 1,3 litri che eroga 66 kW (90 CV) e 200 Nm di coppia. Il motore è abbinato a un cambio manuale o automatico a 5 marce.
Nell'autunno 2018 la vettura è stata sottoposta ai crash test dell'ente Global NCAP, totalizzando 4 stelle su 5.
Dal 2020 il motore turbodiesel è stato sostituito da un benzina a quattro cilindri K15B da 1,5 litri con 77 kW (105 CV) e 138 Nm di coppia. Il motore a benzina è abbinato a un cambio manuale a 5 marce o automatico a 4 marce, dotato di un sistema ibrido leggero SHVS.

### Restyling
La Vitara Brezza è stata sottoposta ad un restyling nel febbraio 2020. Il paraurti anteriore, la calandra, i cerchi, i fari anteriori e posteriori sono stati ridisegnati. L'unico motore turbodiesel è stato sostituito da un quattro cilindri benzina K15B da 1,5 litri, che eroga una potenza di 77 kW (103 hp; 105 PS) e un coppia di 138 N⋅m (102 ft⋅lbf).
Nel 2021 Suzuki ha esportato pa vettura in alcuni paesi africani con guida a destra con la motorizzazione a benzina, che risulta più adatto ai mercati al di fuori dell'India. La versione con sistema ibrido leggero SHVS invece, è destinata solo i paesi dell'Asia meridionale, come Bangladesh e Nepal.

### Toyota Urban Cruiser (K15B)

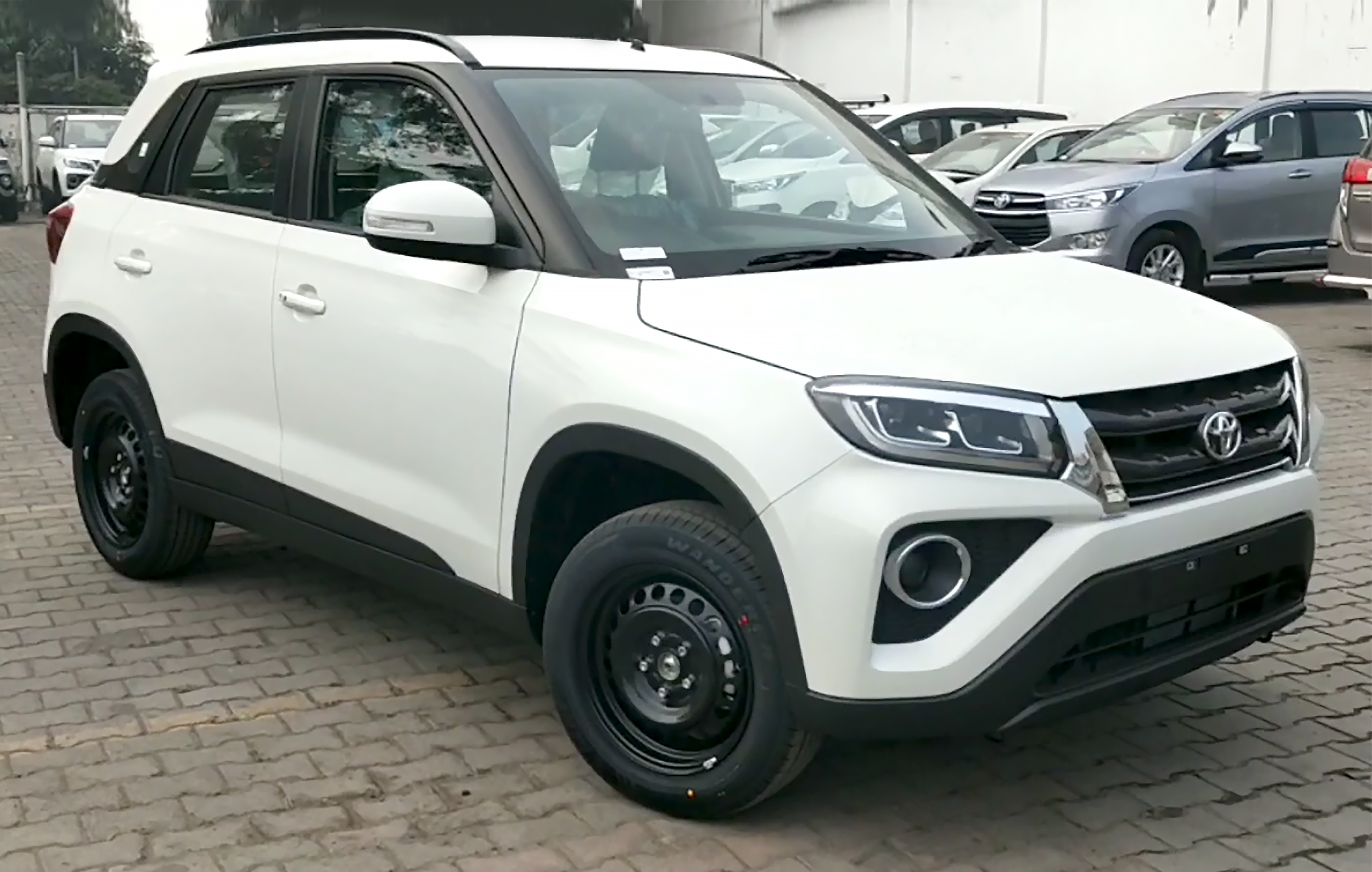
Toyota Urban Cruiser

La Vitara Brezza viene venduta anche dalla Toyota attraverso la sua controllata indiana Toyota Kirloskar Motor con il nome di Toyota Urban Cruiser; il lancio è avvenuto il 22 agosto 2020 e si distingue dalla Brezza per una nuova carrozzeria, con il frontale totalmente ridisegnato e al posteriore per dei fanali di disegno diverso. Il nome "Urban Cruiser" era precedentemente stato utilizzato per la versione gemella della seconda generazione della Toyota Ist venduta nel mercato giapponese e in Europa tra il 2008 e il 2014.

## Seconda generazione (dal 2022)
La seconda generazione, dalla cui denominazione è stata rimossa la dizione "Vitara", è stata presentata in India il 30 giugno 2022.
Questa generazione mantiene la piattaforma della precedente, a cui però sono stati apportati importanti modifiche. All'esterno è presente una calandra con gruppo ottico sia anteriore che posteriore differente, montante C ridisegnato, pannelli e lamierati della carrozzeria più spessi, cerchi in lega da 16 pollici ridisegnati, antenna a pinna di squalo e tetto apribile elettrico. Anche le dimensioni sono quasi identiche al modello uscente, ad eccezione dell'aumento di altezza di 45 mm (1,8 in) dovuto all'antenna a pinna di squalo. All'interno, la plancia ha ricevuto un nuovo impianto multimediale, insieme a volante ridisegnato e quadro strumenti, divano posteriore più ampio, aggiunta di una basetta per la ricarica wireless e bocchette dell'aria condizionata per i passeggeri posteriori. Di serie ci sono il ESP, l'assistente alla partenza in salita e sei airbag.
A spingere la vettura c'è un motore a benzina K15C Dualjet con sistema a doppia iniezione indiretta avente due iniettori per cilindro per un totale di 8, abbinato a un cambio manuale a 5 marce o automatico a 6 marce che sostituisce la vecchia unità a 4 marce. Anche il sistema ibrido leggero 12 V SHVS viene rivisto.

## Riconoscimenti
Nel 2017 la Vitara Brezza ha vinto il premio Indian Car of the Year.